# Antarctobiotus koenigi
Antarctobiotus koenigi is een eenoogkreeftjessoort uit de familie van de Canthocamptidae. De wetenschappelijke naam van de soort is voor het eerst geldig gepubliceerd in 1928 door Pesta.